# Cratere Kufra
Kufra  è un cratere sulla superficie di Marte.